# 文莱人民党
文莱人民党（缩写为PRB）是文莱的一个非法的左翼政党。该党成立于1956年1月21日，一开始是马来亚人民党的文莱分支。该党的意识形态是社会主义。1961年－1962年，该党提出反对文莱加入马来西亚联邦，支持成立北婆罗洲联邦的主张。1962年8月，该党在区议会选举中获得压倒性胜利。同年12月8日，与该党有关联的北加里曼丹国民军发动反对文莱苏丹统治的武装起义，但在9天后失败。此后，该党被文莱政府宣布为非法组织，其领导人流亡到国外。目前，该党依然在流亡状态下存在，但很少活动。